# Ban Chao
Ban Chao, född år 32, död år 102, son till en kinesisk historiker, var en kinesisk kavallerigeneral under Handynastin. Han utvidgade kejsardömet västerut mot Kaspiska havet, men nådde inte ända fram till det romerska kejsardömet.